# (73241) 2002 JC36
(73241) 2002 JC36 – planetoida z pasa głównego asteroid okrążająca Słońce w ciągu 4,2 lat w średniej odległości 2,6 j.a. Odkryta 9 maja 2002 roku.